# Mumia zbożowa

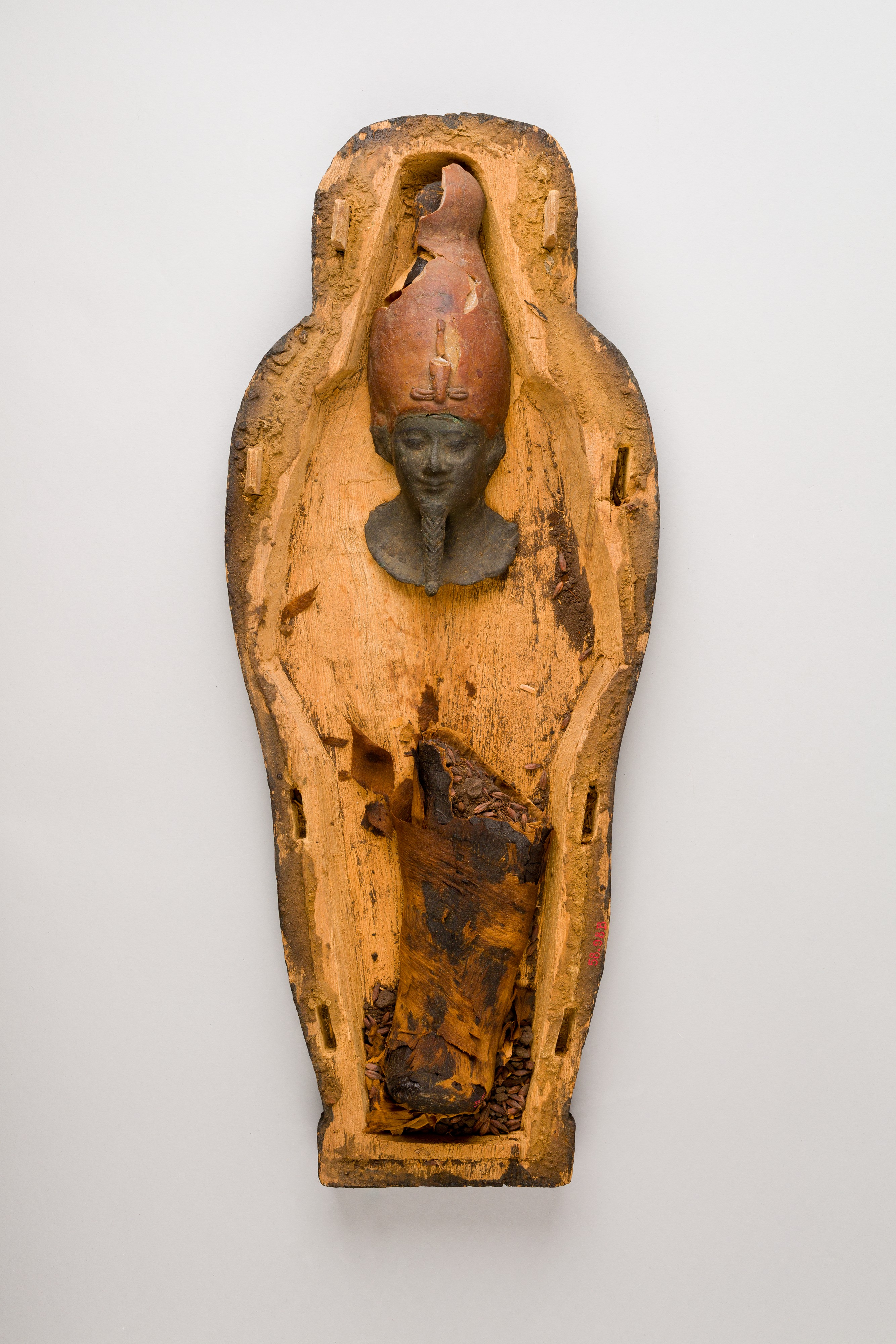
Mumia zbożowa z maską Ozyrysa umieszczona w obrzędowym sarkofagu

Mumia zbożowa, Ozyrys zbożowy – kultowe figurki wytwarzane w starożytnym Egipcie i służące konkretnym celom obrzędowym.
Wytwarzano je z mułu nilowego wymieszanego z nawilgoconym ziarnem jęczmienia. Masą tą napełniano formę o kształcie antropomorficznym (niekiedy w kształcie sokoła), a po stwardnieniu owijano lnianymi bandażami nasączonymi żywicą, podobnie jak rzeczywiste mumie. Przednią część „głowy” nakrywano maską wykonaną zwykle z wosku (rzadziej ze srebra) i umieszczaną w niewielkim, specjalnie przygotowanym, drewnianym i malowanym sarkofagu w postaci sokoła, który symbolizował Ozyrysa-Sokarisa.
Rytuał ten odbywał się podczas 18-dniowych misteriów święta Ozyrysa obchodzonych w Busiris (Dżedu) i Abydos, z czego 8 dni zajmowały przygotowania w świątyni, gdzie z piasku i mułu kształtowano figurkę bóstwa i obsiewano ją ziarnem jęczmienia. W tym stanie wyobrażenie to oczekiwało na zakiełkowanie i zazielenienie przypadające dokładnie na czas odrodzenia „martwego” bóstwa. W trakcie obrzędowej inscenizacji jego zmartwychwstania przypuszczalnie ukazywano publicznie figurę zbożowego Ozyrysa, z której wyrastały młode pędy zboża jako widoczna oznaka przezwyciężenia śmierci i budzącego się życia – wówczas rozpacz zgromadzonych wyznawców zamieniała się w powszechną radość i świętowanie.
Mumie zbożowe wykorzystywane jako rytualne figurki podczas religijnego festynu ku czci Ozyrysa w miesiącu choiak, często wraz z sarkofagiem umieszczano w specjalnie dla nich drążonych w skale komorach grobowych. 
Mumie zbożowe wykorzystywano również podczas indywidualnych ceremonii pogrzebowych, kiedy obok sarkofagu zmarłego umieszczano zapasy żywności i napojów z towarzyszącymi figurkami Ozyrysa zbożowego, z którego wyrastał naturalny jęczmień. W czasach XVIII dynastii mumie te wkładano również do grobowców faraonów, gdyż sądzono, iż moc łączona z kiełkowaniem ziarna pozwoli też zmarłemu ożyć w zaświatach. W odróżnieniu od typowych mumii nie kryły one w sobie szczątków ludzkich bądź zwierzęcych i miały zasadniczo użytkowy charakter kultowy, dlatego współczesna nauka uważa je za pseudomumie. 
Opisy wykonywania i wykorzystywania mumii zbożowych podczas święta Ozyrysa zachowały się w kaplicach z okresu ptolemejskiego poświęconych Ozyrysowi, znajdujących się w świątyni Hathor w Denderze i świątyni Izydy w File. 